# Liste der assyrischen Könige
Die Liste der assyrischen Könige nennt in chronologischer Reihenfolge die Namen der Könige des assyrischen Reiches sowie deren Regierungszeiten. Die Schreibweise mancher Namen variiert zum Teil beträchtlich. In manchen Publikationen werden die Namen getrennt oder zusammen geschrieben. Auch ist die Schreibweise selbst unterschiedlich. So wird manchmal „Š“ oder „Sch“ geschrieben. Für Assur gibt es allein vier verschiedene Schreibweisen: Assur – Aššur – Aschur – Aschschur.
Die einzelnen Namensbestandteile werden durch Bindestriche abgetrennt, der Gottesname wird groß geschrieben. Die Schreibweise Š/š wird wie ein Sch gesprochen, das S wie ein normales S. Namen, die sich mit abweichender Aussprache fest eingebürgert haben, werden im „Kommentar“ genannt.
Hauptquelle für die assyrischen Könige, ihre Abfolge und Regierungszeiten, ist die assyrische Königsliste. Sie gilt bis zur Zeit von Aššur-dan I. als verlässlich, da sie auch durch die Eponymenlisten gestützt wird, welche die eponymen Beamten für jedes Regierungsjahr aufzählt. Für die Zeit vor Aššur-dan I. gehen die Angaben in den Quellen teilweise auseinander.
Die synchronistische Königsliste stellt assyrische und babylonische Könige gegenüber, sie gilt jedoch als unzuverlässig, da die Herrscher einfach nacheinander gestellt werden, ohne auf wirkliche Gleichzeitigkeit zu achten. Die aufgeführten Datierungen nennen immer das erste Regierungsjahr, das nicht identisch mit dem Thronübernahmejahr sein muss. Nach mesopotamischer Tradition erfolgte die offizielle Vereidigung mit Beginn der Neujahrsfeierlichkeiten. Das Todesjahr des alten Königs wurde in voller Länge dem alten Herrscher zugerechnet, sofern der Tod nicht in den letzten zwei Monaten vor dem Neujahrsfest eintrat und die Vereidigung deshalb im selben Jahr vollzogen wurde (Assyrischer Kalender).

## Liste der assyrischen Könige

### Frühzeit

#### Könige, die in Zelten wohnten
Die ersten 17 auf den Listen geführten Könige „die in Zelten wohnten“ (englisch: tent dwellers, assyrisch: a-sibu-tu kul-ta-re) gelten in der heutigen Forschung entweder vollständig oder zumindest teilweise als unhistorisch. Durch die Aufnahme zusätzlicher fiktiver Herrschernamen wollten spätere assyrische Herrscher wohl die Dauer des Königtums in eine noch weiter zurückliegende Vorzeit verlängern. Dem 16. König der Liste, dem semitischen Herrscher Ušpia, wird die Gründung des Aššur-Tempels um etwa 2030 v. Chr. zugeschrieben. wodurch sich die zuvor nomadische Lebensweise veränderte.
| Name    | Regierungszeit                    |
| ------- | --------------------------------- |
| Tūdīja  | um 2236 v. Chr. (um 2300 v. Chr.) |
| Adāmu   |                                   |
| Jangi   |                                   |
| Suḫlāmu |                                   |
| Ḫarḫaru |                                   |
| Mandāru |                                   |
| Imṣu    |                                   |
| Ḫarṣu   |                                   |
| Didānu  |                                   |
| Ḫanû    |                                   |
| Zuabu   |                                   |
| Nuabu   |                                   |
| Abāzu   |                                   |
| Bēlû    |                                   |
| Azaraḫ  |                                   |
| Ušpia   | um 2086 v. Chr. (um 2150 v. Chr.) |
| Apiašal |                                   |

#### Könige, die Vorfahren sind
Im Anschluss daran nennt die Liste 10 Könige, „die Vorfahren sind“ (englisch: who are ancestors/whose fathers are known) und enthält eine Wiederholung des oben schon genannten Apiašal mit dem Zusatz Sohn des Ušpia. Im Gegensatz zu den übrigen Abschnitten sind im Original die Namen in umgekehrter Reihenfolge aufgeführt, also von Aminu zu Ḫalê, vom jüngsten zum ältesten König. In der Forschung wird teilweise vermutet, dass es sich nur um eine Liste der Vorfahren von Šamši-Adad I. handelt, die er zur Legitimation seiner Herrschaft nachträglich in die Abfolge eingebaut hat. Andere lehnen die Interpretation aber ab und betrachten den Abschnitt als korrekte Aufzählung der Vorfahren von Sulili.
| Name                            | Regierungszeit |
| ------------------------------- | -------------- |
| Ḫalê, Sohn des Apiašal          |                |
| Samāni, Sohn des Ḫalê           |                |
| Ḫajjāni, Sohn des Samāni        |                |
| Ilī-Mēr, Sohn des Ḫajjāni       |                |
| Jakmesi, Sohn des Ilī-Mēr       |                |
| Jakmeni, Sohn des Jakmesi       |                |
| Jazkur-il, Sohn des Jakmeni     |                |
| Ila-kabkabū, Sohn des Jazkur-il |                |
| Aminu, Sohn des Ilī-kabkabu     |                |

#### Könige, deren Eponyme nicht bekannt sind
| Könige                              | Regierungszeit                                        | Bemerkungen                           |
| ----------------------------------- | ----------------------------------------------------- | ------------------------------------- |
| Sulili, Sohn des Aminu              | 2013 v. Chr.–1995 v. Chr. (2077 v. Chr.–2059 v. Chr.) | nicht gesicherte Datierung            |
| Kikkia                              | 1994 v. Chr.–1978 v. Chr. (2058 v. Chr.–2042 v. Chr.) | 28. König, nicht gesicherte Datierung |
| Akia                                | 1977 v. Chr.–1957 v. Chr. (2041 v. Chr.–2021 v. Chr.) | nicht gesicherte Datierung            |
| Puzur-Aššur-Dynastie                |                                                       |                                       |
| Puzur-Aššur I.                      | 1956 v. Chr.–1937 v. Chr. (2020 v. Chr.–2001 v. Chr.) |                                       |
| Šalim-aḫḫē, Sohn des Puzur-Aššur I. | 1936 v. Chr.–1921 v. Chr. (2000 v. Chr.–1985 v. Chr.) |                                       |
| Ilu-šūma, Sohn des Šalim-aḫḫē       | 1920 v. Chr.–1911 v. Chr. (1984 v. Chr.–1975 v. Chr.) | 32. König                             |

### Altassyrisches Reich
| Könige                              | Regierungszeit                                        | Bemerkungen                                                                          |
| ----------------------------------- | ----------------------------------------------------- | ------------------------------------------------------------------------------------ |
| Ērišum I., Sohn des Ilu-šūma        | 1910 v. Chr.–1871 v. Chr. (1974 v. Chr.–1935 v. Chr.) | 40 Jahre                                                                             |
| Ikūnum, Sohn des Ērišum I.          | 1870 v. Chr.–1857 v. Chr. (1934 v. Chr.–1921 v. Chr.) | 16 Jahre                                                                             |
| Šarru-kīn I., Sohn des Ikūnum       | 1856 v. Chr.–1817 v. Chr. (1920 v. Chr.–1881 v. Chr.) | Sargon I., 40 Jahre, 35. König                                                       |
| Puzur-Aššur II., Sohn des Šarru-kīn | 1816 v. Chr.–1809 v. Chr. (1880 v. Chr.–1873 v. Chr.) |                                                                                      |
| Narām-Sîn, Sohn des Puzur-Aššur     | 1808 v. Chr.–1776 v. Chr. (1872 v. Chr.–1840 v. Chr.) |                                                                                      |
| Ērišum II., Sohn des Narām-Sîn      | 1775 v. Chr.–1748 v. Chr. (1839 v. Chr.–1812 v. Chr.) |                                                                                      |
| Šamši-Adad-Dynastie                 |                                                       |                                                                                      |
| Šamši-Adad I.                       | 1808 v. Chr.–1776 v. Chr.                             | 33 Jahre, 4. Jahr Sin-muballit = Antritt                                             |
| Išme-Dagan I.                       | 1775 v. Chr.–1736 v. Chr.                             | 40 Jahre, 18. Jahr Hammurapi = Antritt                                               |
| Mut-Aškur                           | ab 1735 v. Chr.                                       | evtl. nur Regionalregent (Ekallatum)                                                 |
| Rīmu(š)                             |                                                       | nur auf einem Fragment der Königsliste (Fragment VAT 9812), evtl. nur Regionalregent |
| Asīnum                              |                                                       | nicht in den Königslisten aufgeführt, nur durch Inschrift des Puzur-Sin überliefert  |
| Zwischenzeit der Usurpatoren        |                                                       |                                                                                      |
| Aššur-dugul                         | 1735 v. Chr.–1730 v. Chr.                             | 6 Jahre                                                                              |
| Aššur-apla-iddina                   | 1729 v. Chr.–???? v. Chr.                             | 42. König, Regierungsdaten fehlen                                                    |
| Nasir-Sin                           |                                                       | 43. König, Regierungsdaten fehlen                                                    |
| Sin-namir                           |                                                       | 44. König, Regierungsdaten fehlen                                                    |
| Ipqi-Ištar                          |                                                       | 45. König, Regierungsdaten fehlen                                                    |
| Adad-salulu                         |                                                       | 46. König, Regierungsdaten fehlen                                                    |
| Adasi-Dynastie                      |                                                       |                                                                                      |
| Adasi                               | ???? v. Chr.–1681 v. Chr.                             | Usurpator, 47. König, Regierungsdaten fehlen                                         |
| Belu-Bani                           | 1680 v. Chr.–1671 v. Chr.                             | 10 Jahre                                                                             |
| Libaia                              | 1670 v. Chr.–1654 v. Chr.                             | 17 Jahre                                                                             |
| Šarma-Adad I.                       | 1653 v. Chr.–1642 v. Chr.                             | 12 Jahre                                                                             |
| Iptar-Sin                           | 1641 v. Chr.–1630 v. Chr.                             | 12 Jahre                                                                             |
| Bazaia                              | 1629 v. Chr.–1602 v. Chr.                             | 28 Jahre                                                                             |
| Lullaia                             | 1601 v. Chr.–1596 v. Chr.                             | 6 Jahre                                                                              |
| Šu-Ninua                            | 1596 v. Chr.–1583 v. Chr.                             | 14 Jahre                                                                             |
| Šarma-Adad II.                      | 1582 v. Chr.–1580 v. Chr.                             | 3 Jahre                                                                              |
| Erišum III.                         | 1579 v. Chr.–1567 v. Chr.                             | 13 Jahre                                                                             |
| Šamši-Adad II.                      | 1566 v. Chr.–1561 v. Chr.                             | 6 Jahre                                                                              |
| Išme-Dagan II.                      | 1560 v. Chr.–1545 v. Chr.                             | 16 Jahre                                                                             |
| Šamši-Adad III.                     | 1544 v. Chr.–1529 v. Chr.                             | 16 Jahre                                                                             |
| Aššur-nirari I.                     | 1528 v. Chr.–1503 v. Chr.                             | 26 Jahre                                                                             |
| Puzur-Aššur III.                    | 1502 v. Chr.–1479 v. Chr.                             | 24 Jahre                                                                             |
| Enlil-nasir I.                      | 1478 v. Chr.–1466 v. Chr.                             | 13 Jahre                                                                             |
| Nur-ili                             | 1465 v. Chr.–1454 v. Chr.                             | 12 Jahre                                                                             |
| Aššur-šaduni                        | 1454 v. Chr.–1454 v. Chr.                             | 1 Monat                                                                              |
| Aššur-rabi I.                       | 1453 v. Chr.–1435 v. Chr.                             | Regierungsdaten fehlen                                                               |
| Aššur-nadin-ahhe I.                 | 1434 v. Chr.–1421 v. Chr.                             | Regierungsdaten fehlen                                                               |
| Enlil-nasir II.                     | 1420 v. Chr.–1415 v. Chr.                             | 6 Jahre                                                                              |
| Aššur-nirari II.                    | 1414 v. Chr.–1408 v. Chr.                             | 7 Jahre                                                                              |
| Aššur-bel-nišešu                    | 1407 v. Chr.–1399 v. Chr.                             | 9 Jahre                                                                              |
| Aššur-rim-nišešu                    | 1398 v. Chr.–1391 v. Chr.                             | 8 Jahre                                                                              |
| Aššur-nadin-ahhe II.                | 1390 v. Chr.–1381 v. Chr.                             | Brief nach Ägypten, 10 Jahre                                                         |

### Mittelassyrisches Reich
| Könige                  | Regierungszeit            | Bemerkungen                                                      |
| ----------------------- | ------------------------- | ---------------------------------------------------------------- |
| Eriba-Adad I.           | 1380 v. Chr.–1354 v. Chr. | šakin Enlil, 27 Jahre                                            |
| Aššur-uballiṭ I.        | 1353 v. Chr.–1318 v. Chr. | erster König seit Šamši-Adad I., 36 Jahre                        |
| Enlil-nirari            | 1317 v. Chr.–1308 v. Chr. | 10 Jahre                                                         |
| Ārik-dēn-ili            | 1307 v. Chr.–1296 v. Chr. | 12 Jahre                                                         |
| Adad-nirari I.          | 1295 v. Chr.–1264 v. Chr. | 32 Jahre                                                         |
| Salmānu-ašarēd I.       | 1263 v. Chr.–1234 v. Chr. | Salmanassar I., 30 Jahre                                         |
| Tukulti-Ninurta I.      | 1233 v. Chr.–1197 v. Chr. | 37 Jahre                                                         |
| Aššur-nadin-apli        | 1196 v. Chr.–1193 v. Chr. | 4 Jahre                                                          |
| Aššur-nirari III.       | 1192 v. Chr.–1187 v. Chr. | 6 Jahre                                                          |
| Enlil-kudurrī-uṣur      | 1186 v. Chr.–1182 v. Chr. | 5 Jahre                                                          |
| Ninurta-apil-ekur       | 1181 v. Chr.–1179 v. Chr. | 3 Jahre                                                          |
| Aššur-dan I.            | 1178 v. Chr.–1133 v. Chr. | 46 Jahre                                                         |
| Ninurta-tukulti-Aššur   | 1178 v. Chr.–1133 v. Chr. | unbestimmter Zeitraum, innerhalb der Regierungszeit Aššur-dan I. |
| Mutakkil-Nusku          | 1178 v. Chr.–1133 v. Chr. | unbestimmter Zeitraum, innerhalb der Regierungszeit Aššur-dan I. |
| Aššur-reš-iši I.        | 1132 v. Chr.–1115 v. Chr. | 18 Jahre                                                         |
| Tukulti-apil-Ešarra I.  | 1114 v. Chr.–1076 v. Chr. | Tiglat-Pileser I., 39 Jahre                                      |
| Ašared-apil-ekur        | 1075 v. Chr.–1074 v. Chr. | 2 Jahre                                                          |
| Aššur-bel-kala          | 1073 v. Chr.–1056 v. Chr. | 18 Jahre                                                         |
| Eriba-Adad II.          | 1055 v. Chr.–1054 v. Chr. | 2 Jahre                                                          |
| Šamši-Adad IV.          | 1053 v. Chr.–1050 v. Chr. | 4 Jahre                                                          |
| Aššur-nâṣir-apli I.     | 1049 v. Chr.–1031 v. Chr. | 19 Jahre                                                         |
| Salmānu-ašarēd II.      | 1030 v. Chr.–1019 v. Chr. | Salmanassar II., 12 Jahre                                        |
| Aššur-nirari IV.        | 1018 v. Chr.–1013 v. Chr. | 6 Jahre                                                          |
| Aššur-rabi II.          | 1012 v. Chr.–972 v. Chr.  | 41 Jahre                                                         |
| Aššur-reš-iši II.       | 971 v. Chr.–967 v. Chr.   | 5 Jahre                                                          |
| Tukulti-apil-Ešarra II. | 966 v. Chr.–935 v. Chr.   | Tiglat-Pileser II., 32 Jahre                                     |
| Aššur-dan II.           | 934 v. Chr.–912 v. Chr.   | 23 Jahre                                                         |

### Neuassyrisches Reich
| Könige | Regierungszeit      | Bemerkungen                                                                              |
| --- | ------------------- | ---------------------------------------------------------------------------------------- |
| Adad-nirari II. | 911–891 v. Chr.     | 21 Jahre                                                                                 |
| Tukulti-Ninurta II. | 890–884 v. Chr.     | 7 Jahre                                                                                  |
| Aššur-nâṣir-apli II. | 883–859 v. Chr.     | 25 Jahre                                                                                 |
| Salmānu-ašarēd III. | 858–824 v. Chr.     | Salmanassar III., 35 Jahre                                                               |
| Šamši-Adad V. | 823–811 v. Chr.     | 13 Jahre                                                                                 |
| Adad-nīrārī III. | 810–783 v. Chr.     | 28 Jahre, bis 806 v. Chr. unter (Mit-)Regentschaft seiner Mutter Šammuramat (umstritten) |
| Salmānu-ašarēd IV. | 782–773 v. Chr.     | Salmanassar IV., 10 Jahre                                                                |
| Aššur-dan III. | 772–755 v. Chr.     | 18 Jahre                                                                                 |
| Aššur-nirari V. | 754–745 v. Chr.     | 10 Jahre                                                                                 |
| Tukulti-apil-Ešarra III. | 744–726 v. Chr.     | Tiglat-Pileser III., 18 Jahre; † Januar 726 v. Chr.                                      |
| Salmānu-ašarēd V. | 726–721 v. Chr.     | Salmanassar V., 5 Jahre; † Januar 721 v. Chr.                                            |
| Mit Salmānu-ašarēd V. endet die assyrische Königsliste.                                                                                |                     |                                                                                          |
| Sargoniden |                     |                                                                                          |
| Šarru-kīn II. | 721–705 v. Chr.     | Sargon II., Usurpator, 17 Jahre                                                          |
| Sîn-aḫḫe-eriba | 705–680 v. Chr.     | Sanherib, 24 Jahre; † 16. Januar 680 v. Chr.                                             |
| Aššur-aḫḫe-iddina | 680–669 v. Chr.     | Asarhaddon, 12 Jahre; † 26. Okt. 669 v. Chr.                                             |
| Aššur-bāni-apli | 669–631 v. Chr.     | Assurbanipal, 38 Jahre                                                                   |
| Aššur-etil-ilani | 631–627 v. Chr.     | 4 Jahre                                                                                  |
| Sîn-šumu-līšir | 627–627/626 v. Chr. | Einige Monate                                                                            |
| Sîn-šarru-iškun | 627/626–612 v. Chr. | 14 Jahre; † 28. Juli 612 v. Chr.                                                         |
| 612 v. Chr. wird Ninive von den Medern und Babyloniern zerstört. Das restliche assyrische Reich beschränkt sich auf die Region Harran. |                     |                                                                                          |
| Aššur-uballiṭ II. | 611–610 v. Chr.     | 2 Jahre                                                                                  |
| 610 v. Chr. fällt mit Harran auch der letzte assyrische Stützpunkt. Assyrien verliert auf Dauer die politische Unabhängigkeit.         |                     |                                                                                          |